# Steinberg
Steinberg (укр. Штайнберґ) — німецька компанія, що випускає музичне обладнання та програмне забезпечення, головним чином секвенсери та синтезатори.
Компанія заснована в 1984 році Карлом Стейнбергом Манфредом Рьорепом (Manfred Rürup). Першим продуктом був секвенсер Steinberg Pro 16 для Commodore 64.
Найзначнішими розробками цієї компанії був протокол Audio Stream Input Output (ASIO), що забезпечує малу затримку сполучення між звуковим програмним забезпеченням і професійними звуковими картами, а також стандарт Virtual Studio Technology (VST), на якому базується робота більшості сучасних програмних синтезаторів. Іншими значними розробками були протокол Linear Time Base (LTB), VST System Link (VSL).
Фірма Steinberg також відома такими програмними продуктами як Steinberg Cubase, Steinberg Nuendo, Steinberg WaveLab та іншими.